# 대곡천 (인천)
대곡천은 인천광역시 서구 대곡동에서 발원해서 대곡동과 불로동의 경계에서 나진포천으로 흘러드는 지방하천이다. 총 길이는 2.5 km이며, 유역면적은 3.1 km2이다.